# Camilla Rothe
Camilla Rothe (Heidelberg, 20 de setembro de 1974) é uma médica e especialista em medicina tropical. Ela diagnosticou o primeiro caso confirmado de COVID-19 na Alemanha, provando que o vírus poderia ser transmitido de forma assintomática. Em 2020, apareceu na lista de 100 pessoas mais influentes do mundo do ano pela Time.